# Diklinie

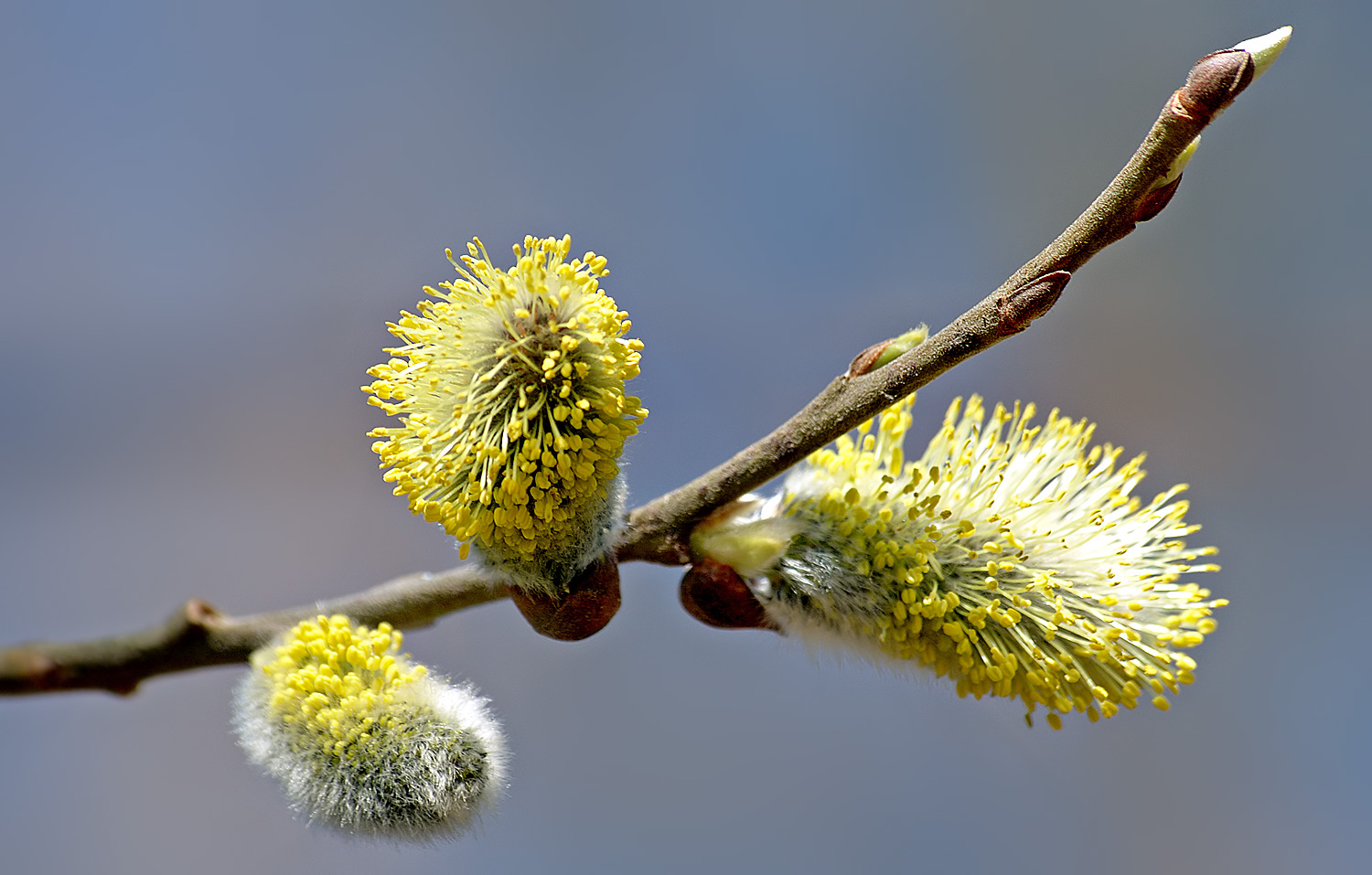
Zweihäusige (diözische) Pflanzen haben stets eingeschlechtige Blüten. Hier im Bild männliche Blütenstände ("Kätzchen") einer Weide (Salix).

Unter Diklinie, Getrenntgeschlechtigkeit oder Räumliche Geschlechtertrennung, versteht man in der Botanik allgemein die räumliche Trennung der Geschlechtsorgane auf unterschiedliche Blüten. Sind die beiden eingeschlechtigen Blüten auf einem Exemplar zu finden, so spricht man von Einhäusigkeit (Monözie), sind sie gar auf unterschiedliche Individuen verteilt, so spricht man von Zweihäusigkeit (Diözie). Sind die Blüten monoklin, sind sie zweigeschlechtig, also zwittrig.
Diklinie soll die Selbstbestäubung verhindern, weil es durch Selbstbefruchtung zu negativen Effekten durch Inzucht kommen kann. Auch vermindern zu viele eigene Pollen auf der Narbe die Wahrscheinlichkeit, dass (gewünschter) Fremdpollen keimen kann. Gerade bei windbestäubten Arten, bei denen sehr viele Pollen gebildet werden, ist Diklinie ein häufiges Phänomen.
Findet die räumliche Trennung hingegen innerhalb einer Blüte statt, so nennt man das Herkogamie.
Wenn bei monözischen, eingeschlechtlichen, diklinen Pflanzen die männlichen Blüten zuerst reifen, nennt man dies Metagynie, wenn die weiblichen zuerst reifen, Metandrie und wenn sie gleichzeitig reifen, Synchronogamie. Wenn bei einer Pflanzenart metandrische und metagynische vorkommen, bezeichnet man dies als Heterodichogamie. Die Homodichogamie bezeichnet das Vorkommen von homogamen und dichogamen Individuen bei einer Art.